# Thiên văn học Babylon

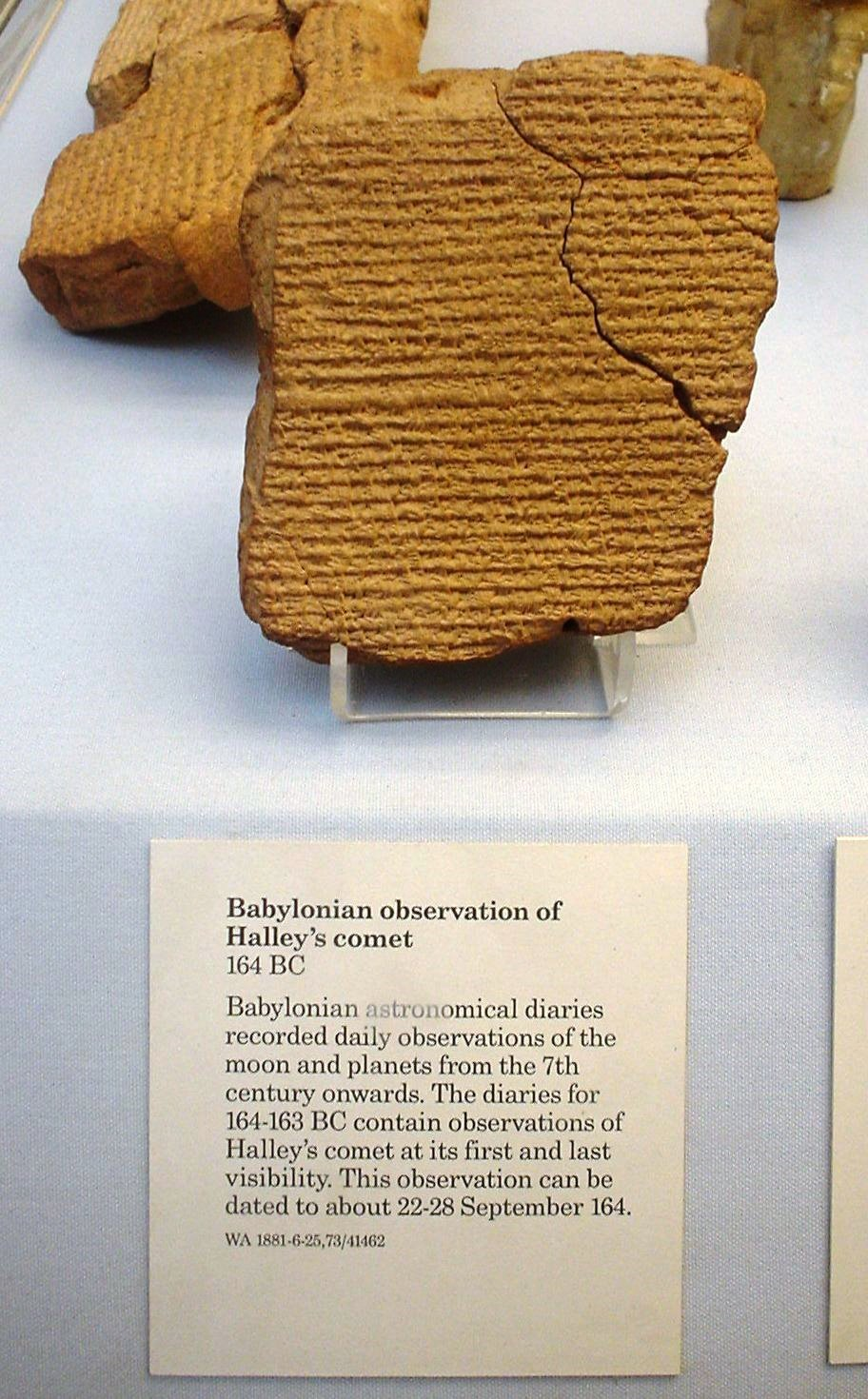
Một tấm Babylon ghi lại sao chổi Halley vào năm 164 TCN

Thiên văn học Babylon là nền thiên văn học gồm các nghiên cứu hay ghi chép của các vật thể vũ trụ trong thời kỳ đầu lịch sử của Mesopotamia. Những ghi chép này có thể tìm được trong các tấm đất sét của người Sumer được viết bằng chữ hình nêm có niên đại từ 3500 TCN đến 3200 TCN.
Trong sự kết hợp với huyền thoại, người Sumer đã phát triển hình thức của thiên văn học hay chiêm tinh học và hình thức này đã phát triển trong suốt nền văn hóa Babylon. Vì thế, các vị thần hành tinh đóng một vai trò quan trọng.
Nền thiên văn Babylon có vẻ đã tập trung nghiên cứu vào một nhóm các vì sao và chòm sao ví như sao Ziqpu. Những chòm sao này có thể được sưu tập từ một số nguồn sớm hơn. Sự phân loại mới nhất là phân loại Mỗi ba sao, nhắc đến các ngôi sao của Đế quốc Akkad, Amurru, Elam và những quốc gia khác.
Hệ thống đánh số dựa trên cơ số 60 đã được sử dụng. Hệ thống này đã đơn giản hóa việc tính toán và ghi chép các con số lớn và nhỏ không thường được dùng. Những thiết bị hiện đại đã chia hình tròn thành 360 độ và lấy 60 phút làm thước đo chính là xuất phát từ hệ đếm này của người Sumer.
Trong thế kỷ 8 TCN và thế kỷ 7 TCN, những nhà thiên văn học Babylon một cách tiếp cận đến thiên văn học bằng kinh nghiệm. Họ bắt đầu nghiên cứu và ghi chép hệ thống niềm tin của họ. Và các nhà thiên văn học đã quan tâm đến thiên nhiên ý tưởng của vũ trụ và bắt đầu dùng logic nội bộ với các hệ thống hành tinh được tiên đoán trước. Đây là một đóng góp quan trọng đối với thiên văn học và triết học của tự nhiên, vì thế vài học giả hiện đại đã đề cập cách tiếp cận như vậy là một cuộc cách mạng khoa học đầu tiên. Cách tiếp cận này đã được chấp nhận và phát triển trong thiên văn học Hy Lạp cổ đại cũng như thiên văn học Hy Lạp hóa. Những nguồn tiếng Latin và tiếng Hy Lạp kinh điển thường sử dụng thuật ngữ Chaldean để ám chỉ về các nhà thiên văn học của xứ Mesopotamia, những người được xét như là tu sĩ-thư lại chuyên môn hóa trong chiêm tinh học và những thể thức khác của tiên đoán.
Chỉ có các mảnh của thiên văn học Babylon còn tồn tại, bao gồm lượng lớn các mảnh đất sét gồm nhật ký thiên văn, lịch thiên văn và các thủ tục. vì thế sự hiểu biết hiện tại về hệ thống hành tinh Babylon là trong tình trạng chắp vá. Thế nhưng những mảnh còn tồn tại này chứng tỏ người Babylon có "nỗ lực thành công của việc tìm kiếm những ghi chép toán học của hiện tượng thiên văn" đầu tiên. Và "những biến thể đi sau của thiên văn học văn học, trong thế giới Hy Lạp hóa, Ấn Độ, Hồi giáo và phương Tây... dựa vào nền thiên văn học Babylon bằng những cách chính gốc và kiên quyết".
Những nguồn gốc của thiên văn học phương Tây có thể tìm thấy tại Mesopotamia và những nỗ lực của phương Tây trong các khoa học chính xác là sự kế tục trực tiếp của những nhà thiên văn học xuất hiện muộn hơn của Babylon. Sự hiểu biết hiện đại về nền thiên văn học của người Sumer là gián tiếp thông qua danh mục sao Babylon có niên đại từ 1200 TCN. Có một sự thật rằng tên của các ngôi sao xuất hiện trong tiếng Sumer đề xuất nên một cách tiếp cận liên tục đến đầu thời kỳ đồ đồng. 

## Thiên văn học Babylon thời kỳ đầu
Nền thiên văn học Babylon thời kỳ đầu trong và sau Triều đại Babylon Đệ nhất (khoảng 1830 TCN) và trước Đế quốc Babylon mới (khoảng 626 TCN).
Những người Babylon là những người đầu tiên công nhận hiện tượng thiên văn học có chu kỳ của riêng nó và áp dụng toán học để đưa ra những dự đoán của mình. Những tấm có niên đại vào Triều đại Babylon Đệ nhất đã ghi lại sự ứng dụng của toán học để thể hiện sự biến đổi của độ dài của ngày thông qua một năm mặt trời. Những thế kỷ mà người Babylon quan sát hiện tượng vũ trụ được ghi chép trong nhiều bản chữ nêm được biết đến là chuỗi Enûma Anu Enlil - văn bản thiên văn học đáng chú ý tồn tại lâu nhất mà chúng ta có là tấm 63 của chuỗi này, tấm về Kim tinh của Ammisaduqa liệt kê những lần mọc lần đầu và lần cuối của Kim tinh trong một giai đoạn khoảng 21 năm. Đó là bằng chứng sớm nhất rằng hiện tượng hành tinh được ghi nhận có chu kỳ.
Một vật thể đánh dấu lăng kính hình ngà voi đã được tu sửa từ sự phá hoại của Nineveh. Đầu tiên nó được cho là mô tả quy luật của một trò chơi, sau đó cách sử dụng của nó mới được giải mã là một đơn vị chuyển đổi cho tính toán chuyển động của các vật thể vũ trụ và chòm sao.
Các nhà thiên văn học Babylon phát triển các ký hiệu hoàng đạo. Các ký hiệu này được tạo ra nhờ sự phân chia bầu trời thành 3 phần, mỗi phần 9 độ và các chòm sao sẽ nằm trong những chỗ đó.
MUL.APIN bao gồm danh mục sao Babylon cũng như các sơ đồ cho sự mọc cùng Mặt Trời và vị trí của các hành tinh, và độ dài của ngày được đo bằng đồng hồ nước, cột đồng hồ mặt trời, bóng tối và sự xen vào. Văn bản GU của Babylon đã sắp xếp các ngôi sao thành chuỗi với những đường cầu có độ nghiêng xác định từ đó có đạc sự lên bên phải và khoảng nghỉ thời gian. Văn bản này cũng sử dụng các ngôi sao ở thiên đỉnh, những ngôi sao được chia bởi những sự khác biệt lên bên phải được tạo ra. Có hàng tá bản viết bằng chữ nêm của Babylon với sự quan sát thực các pha tối, nhất là ở Babylonia.

### Lý thuyết hành tinh
Babylon là nền văn minh đầu tiên biết đến một lý thuyết chức năng về các hành tinh. Ghi chép về hành tinh còn tồn tại lâu nhất là bản ghi chép về Kim tinh của Ammisaduqa. Văn bản này có từ thế kỷ 7 TCN là một bản sao chép từ một bản ghi lại những quan sát về chuyển động của Kim tinh. Bản được sao lại này có lẽ có từ thiên niên kỷ 2 TCN. Các nhà chiêm tinh Babylon cũng đã xếp nền tảng cho chiêm tinh học phương Tây. Enuma anu enlil được viết trong thời Tân Assyria vào thế kỷ 7 TCN đã đưa ra danh sách gồm các điềm báo và mối quan hệ của chúng với một số hiện tượng thiên văn bao gồm chuyển động của các hành tinh.

### Vũ trụ học
Trong sự tương phản về cách nhìn thế giới trong văn học Mesopotamia và văn học Assyria - Babylon, đặc biệt là trong thần thoại Mesopotamia và thần thoại Babylon có rất ít được biết đến về vũ trụ học và cách nhìn thế giới của các nhà chiêm tinh học Babylon. Chủ yếu là vì tình trạng manh mún hiện tại về lý thuyết hành tinh Babylonvà cũng bởi thiên văn học Babylon độc lập với vũ trụ học trong thời điểm đó. Tuy nhiên, những dấu vết về vũ trụ học có thể tìm thấy trong thần thoại và văn học Babylon.
Trong vũ trụ học Babylon, Trái Đất và thiên đường được miêu tà là "cả không gian, trong hình cầu" với sự ám chỉ "đường tròn của thiên đường và Trái Đất" và "toàn bộ thiên đường và Trái Đất". Cái nhìn thế giới này không hẳn là thuyết địa cầu. Ý tưởng thuyết địa cầu. nơi trung tâm Trái Đất là trung tâm của vũ trụ, không hoàn toàn tồn tại trong vũ trụ học Babylon mà được xác định sau này trong tác phẩm Về các Thiên đường của Aristotle. Trong tương phản, vũ trụ học Babylon đề xuất rằng vũ trụ quay tròn với các thiên đường và Trái Đất được cân bằng và tham gia vào đó.  Những người Babylon và tiếp nối là những người Sumer tin vào số lớn các thiên đường và Trái Đất. Bùa chú của người Sumer vào thiên niên kỷ 2 TCN đề cập rằng có 7 thiên đường và 7 Trái Đất, có lẽ liên hệ về niên đại của sự sáng tạo của 7 thế hệ của các vị thánh.